# روبرت سيلفربرغ
روبرت سيلفربرغ (بالإنجليزية: Robert Silverberg) (15 يناير 1935، بروكلين في الولايات المتحدة -) كاتب سيناريو ومؤلف وكاتب وروائي أمريكي، حاصل على جائزة هوغو لأفضل رواية قصيرة عن «أجنحة الليل» في العام 1969 ومرة أخرى عن «جلجامش في المناطق النائية» في العام 1987 ثم جائزة هوغو لأفضل أقصوصة طويلة عن «أدخل جنديًا. لاحقًا: أدخل آخَرا» في العام 1990.

## روابط خارجية
- روبرت سيلفربرغ على موقع IMDb (الإنجليزية)
- روبرت سيلفربرغ على موقع ميوزك برينز (الإنجليزية)
- روبرت سيلفربرغ على موقع إن إن دي بي (الإنجليزية)
- روبرت سيلفربرغ على موقع ديسكوغز (الإنجليزية)
- روبرت سيلفربرغ على موقع قاعدة بيانات الفيلم (الإنجليزية)